# Northgate (Dakota du Nord)
Pour les articles homonymes, voir Northgate.
Northgate est une communauté non incorporée située dans le comté de Burke au Dakota du Nord aux États-Unis. Elle est adjacente à la frontière entre le Canada et les États-Unis et partage son nom avec la localité canadienne voisine de Northgate en Saskatchewan. Elle est située sur la route 8 (en).